# NGC 6403
NGC 6403 ist eine 13,3 mag helle, linsenförmige Galaxie vom Hubble-Typ S0 im Sternbild Pfau und etwa 213 Millionen Lichtjahre von der Milchstraße entfernt.
Sie wurde am 28. Juni 1834 von John Herschel mit einem 18-Zoll-Spiegelteleskop entdeckt, der dabei „eeF. The following of two“ notierte. Das andere genannte Objekt ist NGC 6398.